# Canton de Villamblard
Le canton de Villamblard, précédemment canton de Montagnac, est une ancienne division administrative française située dans le département de la Dordogne, en région Aquitaine.

## Historique
- En 1802, à la suite du transfert du chef-lieu de canton depuis Montagnac vers Villamblard, le canton de Montagnac devient le canton de Villamblard, rattaché à l'arrondissement de Bergerac[1].

- En 1829, la commune de Bourgnac en est soustraite et transférée vers le canton de Mussidan rattaché à l'arrondissement de Périgueux[2].

- De 1833 à 1845, les cantons de Laforce et de Villamblard avaient le même conseiller général. Le nombre de conseillers généraux était limité à 30 par département[3].

### Redécoupage cantonal de 2014-2015
Par décret du 21 février 2014, le nombre de cantons du département est divisé par deux, avec mise en application aux élections départementales de mars 2015. Le canton de Villamblard est supprimé à cette occasion. Ses dix-sept communes sont alors rattachées au canton du Périgord central (bureau centralisateur : Vergt).

## Géographie
Ce canton était organisé autour de Villamblard dans l'arrondissement de Bergerac. Son altitude variait de 48 m (Maurens) à 233 m (Douville) pour une altitude moyenne de 108 m.

## Représentation

### Conseillers généraux de 1833 à 2015
| Période | Période      | Identité                       | Étiquette              | Qualité                                                                                                   |
| ------- | ------------ | ------------------------------ | ---------------------- | --- |
| 1833    | 1842 (décès) | Pierre François de Larigaudie  |                        | Maire de Saint-Hilaire-d'Estissac                                                                         |
| 1842    | 1845         | Bertrand Boudet de Montplaisir | Droite                 | Propriétaire Maire du Fleix                                                                               |
| 1845    | 1848         | Auguste Eyguière               |                        | Notaire, maire de Saint-Jean-d'Eyraud                                                                     |
| 1848    | 1867         | Guillaume Dénoix               |                        | Officier de santé, propriétaire à Beleymas                                                                |
| 1867    | 1883         | François Javerzac              | Droite                 | Maire de Saint-Georges-de-Montclard Propriétaire, cultivateur                                             |
| 1883    | 1906 (décès) | Pierre Faure                   | Opportuniste puis Rad. | Propriétaire - Maire de Douville                                                                          |
| 1906    | 1913         | Pierre Démazière               | Rad.                   | Médecin à Maurens, conseiller d'arrondissement                                                            |
| 1913    | 1925         | Pierre Canésie                 | URD                    | Agriculteur - Maire de Douville                                                                           |
| 1925    | 1940         | Édouard Dupuy                  | Rad. puis SFIO         | Médecin - Maire de Villamblard                                                                            |
|         |              |                                |                        | |
| 1945    | 1955         | Édouard Dupuy                  | SFIO                   | Médecin - Maire de Villamblard Président du Conseil général (1945-1949)                                   |
| 1955    | 1970         | Pierre Bourzeau                | SFIO                   | Ancien sous-officier à l'école militaire préparatoire technique de Tulle Conseiller municipal de Beleymas |
| 1970    | 1980 (décès) | Clovis Raymond                 | SFIO puis PS           | Artisan liquoriste Maire de Villamblard (1977-1980)                                                       |
| 1981    | 1988         | Henry de Montferrand           | RPR                    | Exploitant agricole Maire d'Issac (1971-1992)                                                             |
| 1988    | 2015         | Jean Fourloubey                | PS                     | Chef d'agence forestier Maire de Villamblard (1980-2011) Conseiller municipal de Villamblard (2011-2014)  |

### Conseillers d'arrondissement (de 1833 à 1940)
| Période                                  | Période | Identité                                          | Étiquette         | Qualité |
| ---------------------------------------- | ------- | ------------------------------------------------- | ----------------- | --- |
| Les données manquantes sont à compléter. |         |                                                   |                   | |
| 1833                                     | 1848    | Jacques Defreix de Maziéras                       |                   | Avocat, juge de paix du canton de Villamblard, propriétaire à Issac                                         |
| 1848                                     | 1880    | Auguste Eyguière                                  | Droite            | Notaire, propriétaire à Saint-Jean-d'Eyraud, ancien conseiller général                                      |
| 1880                                     | 1886    | M. Denoix                                         | Républicain       | Médecin |
| 1886                                     | 1892    | Vicomte Marie Louis Gaston Max Isle de Beauchaine | Droite orléaniste | Propriétaire à Ribérac                                                                                      |
| 1892                                     | 1898    | M. Denoix                                         | Républicain       | Médecin |
| 1898                                     | 1906    | Pierre Démazière                                  | Républicain       | Médecin, propriétaire à Maurens                                                                             |
| 1906                                     | 1913    | M. Lafaux-Leymarie                                |                   | |
| 1913                                     | 1928    | Louis Bornet-Léger                                |                   | Maire d'Issac                                                                                               |
| 1928                                     | 1931    | M. Chadourne                                      |                   | Propriétaire, conseiller municipal de Saint-Julien-de-Crempse                                               |
| 1931                                     | 1940    | M. Laporte                                        | PRS-PSdF          | Maire de Saint-Martin-des-Combes                                                                            |
| 1940                                     |         |                                                   |                   | Les conseils d'arrondissement ont été suspendus par la loi du 12 octobre 1940 et n'ont jamais été réactivés |

Sources : "Annuaires et calendriers 1789-1842 " sur le site des archives départementales de la Dordogne. https://archives.dordogne.fr/r/72/fonds-imprimes/annuaires-et-calendriers?arko_default_6076b1c79b335--ficheFocus=

## Composition
Le canton de Villamblard regroupait dix-sept communes et comptait 5 571 habitants (population municipale) au 1er janvier 2011.
| Communes                   | Population (2012) | Code postal | Code Insee |
| -------------------------- | ----------------- | ----------- | ---------- |
| Beauregard-et-Bassac       | 276               | 24140       | 24031      |
| Beleymas                   | 257               | 24140       | 24034      |
| Campsegret                 | 387               | 24140       | 24077      |
| Clermont-de-Beauregard     | 124               | 24140       | 24123      |
| Douville                   | 452               | 24140       | 24155      |
| Église-Neuve-d'Issac       | 131               | 24400       | 24161      |
| Issac                      | 387               | 24400       | 24211      |
| Laveyssière                | 121               | 24130       | 24233      |
| Maurens                    | 1 047             | 24140       | 24259      |
| Montagnac-la-Crempse       | 378               | 24140       | 24285      |
| Saint-Georges-de-Montclard | 278               | 24140       | 24414      |
| Saint-Hilaire-d'Estissac   | 111               | 24140       | 24422      |
| Saint-Jean-d'Estissac      | 154               | 24140       | 24426      |
| Saint-Jean-d'Eyraud        | 188               | 24140       | 24427      |
| Saint-Julien-de-Crempse    | 214               | 24140       | 24431      |
| Saint-Martin-des-Combes    | 188               | 24140       | 24456      |
| Villamblard                | 878               | 24140       | 24581      |

## Démographie
| 1962  | 1968  | 1975  | 1982  | 1990  | 1999  | 2006  | 2011  | 2012  |
| ----- | ----- | ----- | ----- | ----- | ----- | ----- | ----- | ----- |
| 5 248 | 4 823 | 4 628 | 4 779 | 4 967 | 5 054 | 5 437 | 5 571 | 5 597 |